# Les Panthères
Les Panthères sont une série de bande dessinée parue la première fois en 1971 dans le journal de Tintin. Elle met en scène trois jeunes femmes dans le monde du cinéma, sous le crayon d'Édouard Aidans, sur un scénario de Greg.

## Synopsis
Marie-Jo, jeune vendeuse dans une mercerie de province, souhaite devenir comédienne. Elle rencontre Raphaël Renneby, acteur de théâtre hâbleur, qui lui promet une carrière. Quelques jours plus tard, elle débarque à Paris chez Renneby, à la surprise de ce dernier. Marie-Jo découvre bientôt que Raphaël Renneby n'est qu'un vieil acteur raté, qui vit dans un hôtel miteux ; elle-même se révèle par contre une comédienne très douée, et tente malgré tout de faire carrière dans la capitale, Renneby l'aidant dans la mesure de ses moyens.
Marie-Jo, rebaptisée du pseudonyme de Valentine Mercery, fait la connaissance de Françoise et de Janine, dite Chouka. Les trois jeunes femmes décident de s'entraider et deviennent les nouvelles « panthères » parties à l'assaut de la « jungle » de la capitale française. 
Le premier album s'achève alors que Valentine trouve le succès en tant qu'actrice et que Françoise ouvre une boutique d'antiquaire, en association avec ses deux amies.

## Les personnages
- Valentine Mercery pseudonyme de Marie-Jo Jeumont: comédienne de talent.
- Françoise Mardessier: « femme d'affaires » du trio, elle gère une boutique d'antiquaire.
- Janine Gardon dite Chouka : vendeuse dans la boutique. Plutôt écervelée, elle fait figure d'élément comique du trio.
- Raphaël Renneby : vieil acteur sur le retour, il tient un rôle d'« ange gardien » des trois jeunes femmes.

## Historique de la série
Les Panthères est née d'un désir de Greg, alors rédacteur en chef du journal de Tintin, de créer une série mettant en scène des personnages de jeunes femmes modernes et indépendantes. Ayant constaté, dans une bande publicitaire, le talent d'Aidans pour dessiner des jeunes femmes séduisantes, il confie à ce dernier le graphisme de la série.
Au moment de sa parution, Les Panthères est un succès auprès des lecteurs du journal Tintin, un sondage le plaçant quatrième parmi leurs séries préférées, ex æquo avec Blake et Mortimer. La série s'interrompt cependant au bout de trois albums seulement, Greg, envoyé par son éditeur aux États-Unis pour une mission de prospective commerciale, n'ayant plus le temps de s'en occuper.

## Albums aux éditionsLe Lombard
- 1974 : Le magicien qui n’existait pas (album broché).
- 1974 : L’homme qui refusait la vie (album broché).
- 1975 : Le Bolide maudit (album broché).
- 2008 : Réédition de ces 3 volumes en un album cartonné, sous le titre commun Le magicien qui n'existait pas.

Une histoire en 8 pages, "Le néant qui rugissait", parue dans le Journal de Tintin en 1973, n'a été publiée en album qu'en 2016 (dans l'album La grande aventure du journal Tintin aux éditions du Lombard).
Dans le supplément du no 5, 29e année (1974) de l'édition belge du journal "Tintin", on pouvait lire : "Et c'est dans la brousse africaine que nous retrouverons les Panthères dans quelques mois, pour une aventure mouvementée." (l'histoire du tournage mouvementé d'une série pour la télévision). Le titre de cette histoire en 46 pages, restée inachevée, aurait été : "Safari diamant".